# ديفيد ليونز
ديفيد ليونز (بالإنجليزية: David Lyons)‏ هو فيلسوف أمريكي، ولد في 6 فبراير 1935.

## وصلات خارجية
- ديفيد ليونز على موقع الموسوعة البريطانية (الإنجليزية)